# Manom
Manom (deutsch Monhofen, lothringisch Monuwen/Munnowen) ist eine französische Gemeinde mit 3074 Einwohnern (Stand 1. Januar 2022) im Département Moselle in der Region Grand Est (bis 2015 Lothringen).

## Geografie
Die Gemeinde Manom liegt am rechten Ufer der Mosel, unmittelbar nordöstlich von Thionville.

## Geschichte
Manom wurde erstmals 1050 unter dem Namen Monheim erwähnt und ist nach einem fränkischen Grundbesitzer namens Munno benannt. Die französische Namensform tauchte erstmals 1582 als Manome auf. Seit 1659 gehört der Ort zu Frankreich.
Im Gemeindewappen werden die beiden früheren Herrschaften über Manom dargestellt: heraldisch rechts das Wappen der Familie Meilbourg (Streifen) und links das Wappen der Familie La Grange (Löwe).

## Bevölkerungsentwicklung
| Jahr      | 1962 | 1968 | 1975 | 1982 | 1990 | 1999 | 2007 | 2019 |
| Einwohner | 2062 | 2054 | 2065 | 1806 | 2624 | 2721 | 2630 | 2915 |

## Sehenswürdigkeiten
In Manom befindet sich das Schloss La Grange (Schloss Scheuern). Es wurde ab 1731 wiederaufgebaut. Die Pläne werden Robert de Cotte zugeschrieben. 1750 erwarb der Marquis de Fouquet das Schloss, das sich noch heute im Besitz seiner Nachfahren befindet und von diesen bewohnt wird. Es zählt zu den schönsten Schlössern des 18. Jahrhunderts in Lothringen. Der Wiesenpark des Schlosses wird restrukturiert und soll in das Ensemble der Gärten ohne Grenzen der Region Saar, Lothringen, Luxemburg aufgenommen werden.

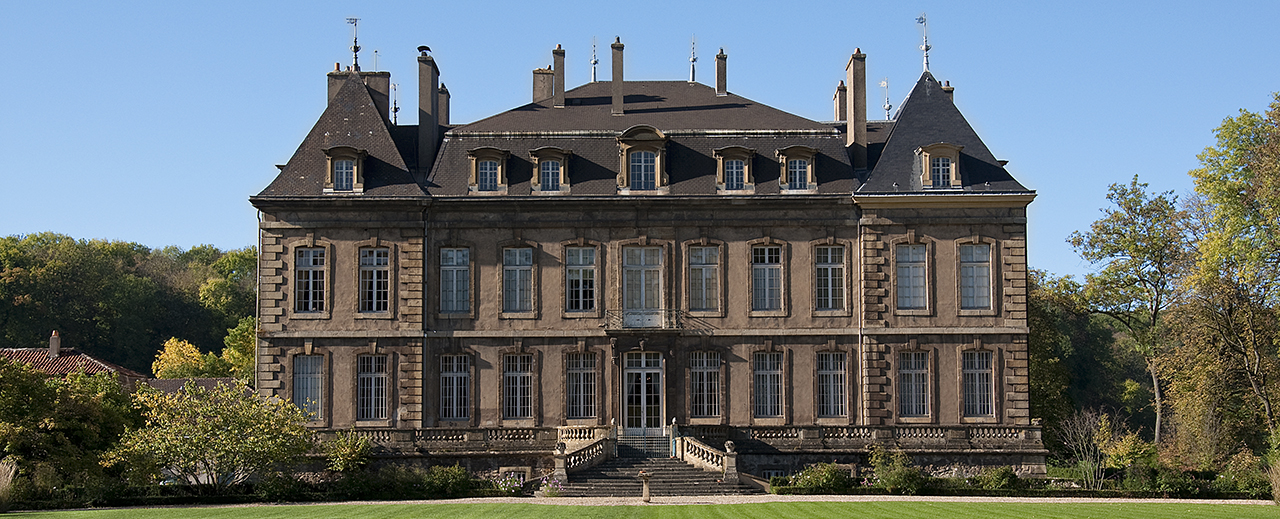
Schloss La Grange
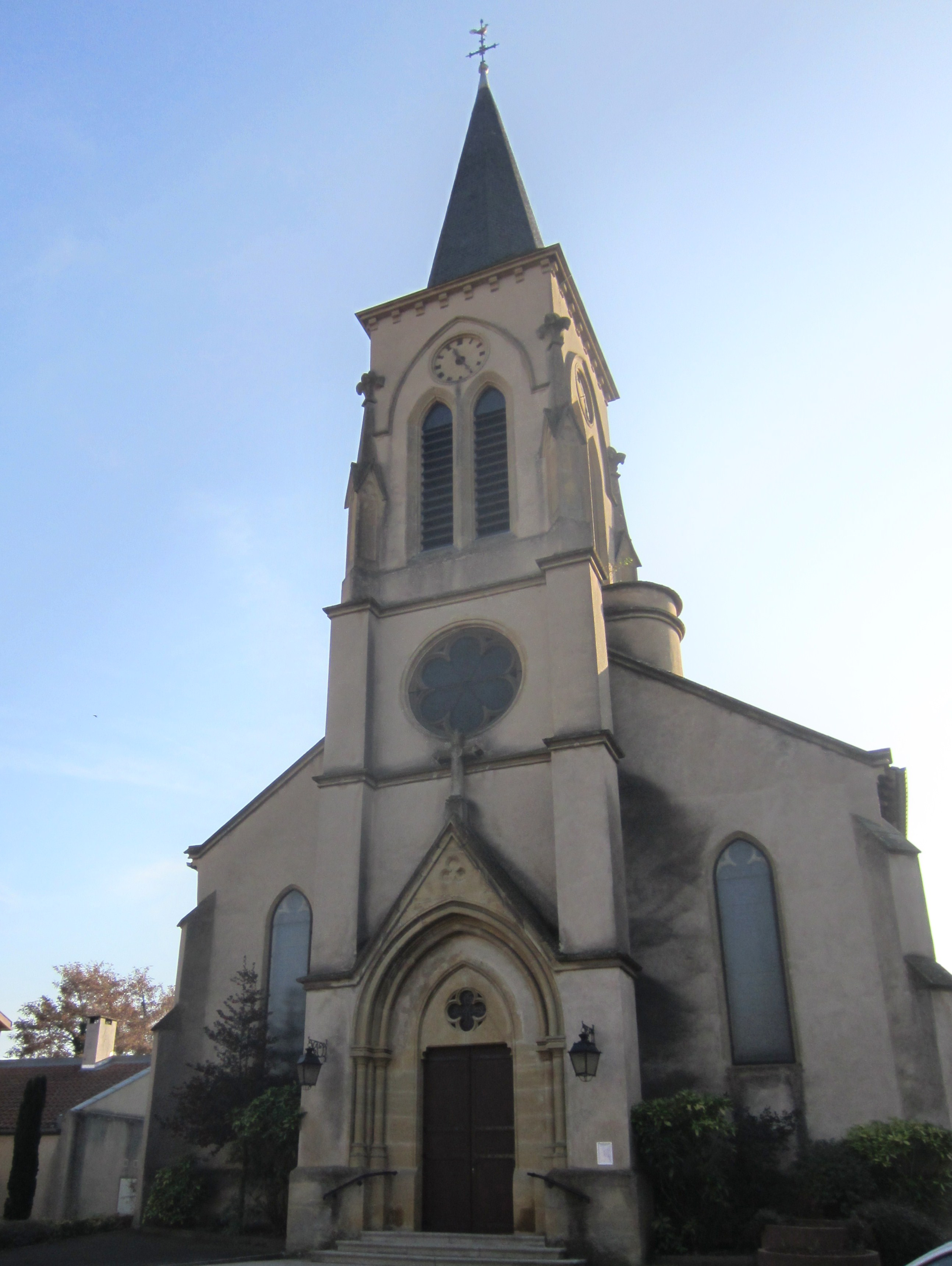
Kirche Mariä Himmelfahrt

## Partnerschaften
Manom pflegt Partnerschaften mit Dudelange in Luxemburg, Lębork in Polen sowie Lauenburg/Elbe in Deutschland.

## Belege
1. ↑  Wappenbeschreibung auf genealogie-lorraine.fr (französisch)